# 安娜·施瓦茨
安娜·雅各布森·施瓦茨（英語：Anna Jacobson Schwartz，1915年11月11日—2012年6月21日），生於美國紐約州紐約市，著名經濟學家與經濟史家，專長於貨幣經濟學。她長期任職於美國全國經濟研究所，為貨幣主義代表人物，芝加哥經濟學派的成員之一。